# Halichoeres richmondi
 Halichoeres richmondi és una espècie de peix de la família dels làbrids i de l'ordre dels perciformes.

## Morfologia
Els mascles poden assolir els 19 cm de longitud total.

## Distribució geogràfica
Es troba a Java, les Filipines, les Illes Ryukyu, les Moluques i Palau.